# Inácio Barbosa Machado
Inácio Barbosa-Machado (1686-1734) (* Lisboa, 23 de Novembro de 1686 mm Lisboa, 28 de Março de 1776), foi um historiador português, cronista da Casa de Bragança, doutor em direito civil pela Universidade de Coimbra e autor de inúmeras obras e tratados. Era irmão do bibliógrafo e presbítero católico Diogo Barbosa Machado (1682-1772).
Foi membro de Academia Real da História Portuguesa.

## Biografia
Estudou filosofia na "Congregação do Oratório", onde defendeu causas públicas, depois matriculou-se na Universidade de Coimbra, onde se dedicou ao estudo de Jurisprudência Civil, formando-se em 1716.  Mais tarde, tornou-se juiz de fora da cidade de Almada, passando a exercer o mesmo cargo na cidade da Bahia (1720), no Brasil.
Regressando ao reino, foi nomeado provedor da comarca de Setúbal. Casou com Dona Mariana de Meneses e Aragão, "com o falecimento da esposa escolheu o clero em 1734. Aposentado como desembargador da Relação do Porto em 1748, foi nomeado depois cronista mor do reino.
Membro da Academia Real de História, ele deixou ao morrer uma biblioteca com mais de dois mil volumes, anexada a de Diogo, pois os irmãos viviam na mesma casa. O outro irmão, José Barbosa (1674-1750), ingressou na ordem dos teatinos, distinguindo-se posteriormente ante D. João V como orador célebre e cronista oficial da casa de Bragança, também membro da Academia Real de História. Ambos foram autores de várias obras."
"Foi desembargador da Relação do Porto, por decreto de D. João V, passado a 3 de julho de 1748; cronista geral de todas as províncias ultramarinas, por decreto do rei D. José, passado a 21 de outubro de 1752, e colector de todos os regimentos, leis, ordens, que se expediam para bem da fazenda, e justiça a todas as províncias ultramarinas desta coroa, por decreto de 9 de outubro de 1753; ministro do tribunal da Legacia; e académico da Academia Real de História."

## Obras
- Fastos politicos e militares da antigua e nova Lusitania
- Mendes dos Remedios - Editor da Carta exhortatoria aos Padres da Companhia de Jesus da Província de Portugal... - Por Barbosa Machado.
- Historia critico-chronologica da instituiçam da festa, procissam e officio do Corpo santissimo de Christo no veneravel sacramento da eucharistia, e das graças e privilégios que os romanos pontifices concideraõ a esta grande e devotissima solemnidade, 1759.[1]
- Panegírico à imortalidade do Ex.mo sr. Manuel Carlos de Távora, conde de São Vicente, do Conselho de S. Majestade, e general de Batalhas da Armada Real, &c., em que se louvam as gloriosas acções do seu animo, e se relata a insigne Victoria naval, que alcançou dos Turcos nos mares da Grécia, Lisboa, 1718; utilizou o pseudônimo de Valeriano da Costa Freire;[2]
- Nova relação das importantes vitórias, que alcançarão as armas portuguesas na Índia, e da gloriosa paz que se ajustou com alguns de seus inimigos, logo que chegou o vice-rei do Estado, o Ex.mo D. Luís de Meneses, quinto Conde da Ericeira, primeiro marquês do Louriçal, Lisboa, 1742; publicou com o nome de Jacinto Machado de Sousa;[2]
- Pratica recitada no Paço a 9 de dezembro de 1784, com que congratulou a Academia Real de ser eleito seu Colega; saiu no tomo XIII da Colecção dos Documentos da Academia Real, de 1734 ; Fastos Políticos e Militares da antiga e nova Lusitânia, em que se descrevem as acções memoráveis, que na paz, e na guerra obrarão os Portugueses nas quatro partes do mundo; tomo I, Lisboa, 1745 ; eram distribuídos por meses, à semelhança do Ano histórico, do Padre Francisco de Santa Maria, excluindo, porém, tudo o que especialmente dizia respeito às coisas eclesiásticas em harmonia com o título adoptado; o 1.º tomo compreende os meses de Janeiro e Fevereiro; do segundo, não consta que se imprimisse mais de 280 pág., que chegam somente a 19 de Março. A publicação desta obra ocasionou grande polémica entre o seu autor e o continuador do Ano histórico o Padre Lourenço Justiniano da Anunciação (V. Anunciação), terminando afinal com a obra de Barbosa Machado, que tem por título: Vindícias Apologéticas contra o Prologo Anticrítico que escreveu o Padre Doutor Lourenço Justiniano da Anunciação, Cónego Secular do Evangelista, impugnando a Dissertação e Apêndice dos «Fastos políticos e militares da Lusitânia», Paris, 1760.[2]